# Dacrydium novoguineense
Dacrydium novoguineense är en barrträdart som beskrevs av Lilian Suzette Gibbs. Dacrydium novoguineense ingår i släktet Dacrydium, och familjen Podocarpaceae. Inga underarter finns listade i Catalogue of Life.